# Wildpark Diedrichsburg

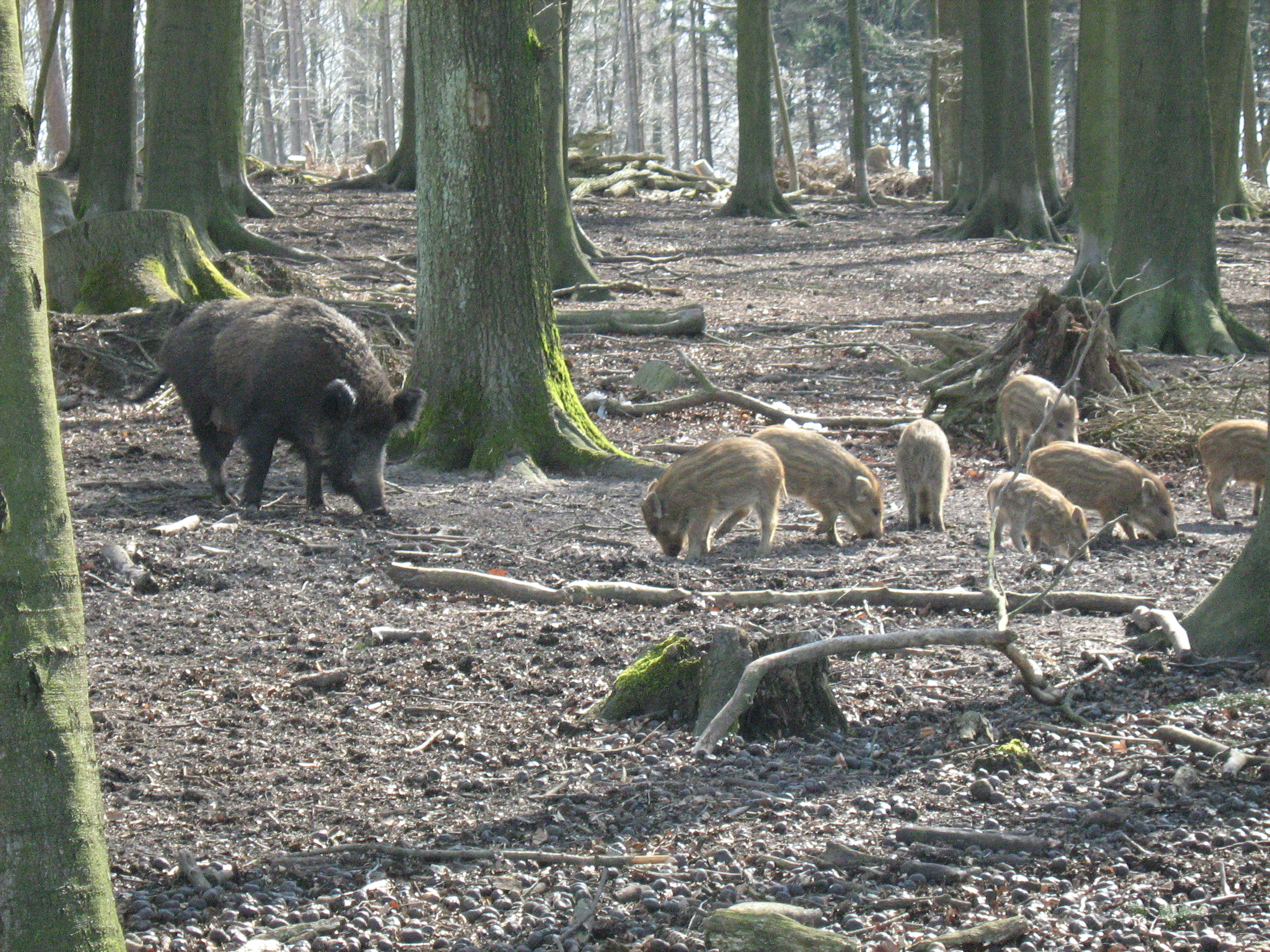
Wildschweine im Wildpark

Der Wildpark Diedrichsburg (auch Meller Wildpark oder Wildpark Ostenwalde, umgangssprachlich Wildschweinpark oder Sauenpark) war ein Wildpark und Jagdgehege auf dem Gebiet der Stadt Melle in den Meller Bergen, einem Nebenhöhenzug des Wiehengebirges in Niedersachsen, unweit der Grenze zu Nordrhein-Westfalen. Der Wildpark umfasste mit einer Größe von 200 Hektar rund ein Fünftel dieses Höhenzuges. Zentrale Anlaufstelle des Wildparks ist die Diedrichsburg, in der ein Café-Restaurant betrieben wird.
Das Gelände gehört zu den Ländereien des nahegelegenen Rittergutes Ostenwalde, das sich im Privatbesitz der Familie derer von Vincke befindet. Der Wildpark wurde vom Freiherrn von Vincke 1963 mit finanzieller  Unterstützung des Landkreises Melle, der Stadt Melle und des Vereins Naturpark Nördlicher Teutoburger Wald-Wiehengebirge eingerichtet.
Die ehemalige Parkfläche ist überwiegend bewaldet, lediglich ganz im Norden an der Parkgrenze gibt es zwei offene Flächen mit zusammen rund drei Hektar Fläche. Das Gelände liegt zwischen 139 Metern im Norden und 218 Metern an der Diedrichsburg über dem Meeresspiegel. 
135 Hektar des Wildparks waren umfriedet. Außer der Umfriedung des Parks nach außen gab es keine Zäune oder Gatter; es gab keine kleineren Gehege innerhalb des Parks. Der Wildpark vermittelte deshalb nicht den Charakter eines Zoos oder Tierparks im herkömmlichen Sinne, sondern eher den eines natürlichen Geländes, in dem sich der Besucher frei unter und mit den Wildtieren bewegen kann bzw. das Gelände auf Wanderwegen „kreuz und quer“ erkunden kann. 
Das umfriedete Gelände beherbergte Damwild, Mufflons und Wildschweine, wobei vor allem der hohe Wildschweinbestand in der Öffentlichkeit bekannt war. Insbesondere im Frühjahr, wenn die Bachen Frischlinge geworfen haben, zog der Park viele Besucher an. Die Wildschweine, auch Wildsauen mit wenige Tage alten Frischlingen, waren im Gegensatz zur freien Natur häufig zutraulich, man konnte sich ihnen bis auf wenige Schritte nähern.

## Aufgabe 2021
Im Jahr 2021 wurde der Park aufgegeben und die Tiere teils in andere Wildparks umgesiedelt. Der Grund dafür ist, dass neue Richtlinien Mindestgrößen für Wildparks vorsehen, in denen der Tierbestand durch Jagd reguliert wird. Diese Mindestgröße wurde vom Gehege in Melle um rund 30 Hektar unterschritten. Außerdem wurde die vorrückende Afrikanische Schweinepest als Gefahr für die zuletzt rund 180 Tiere umfassende Wildschweinpopulation gesehen.
Die Zäune werden nach und nach zurückgebaut. Das Gelände wie auch die Diedrichsburg mit Gastronomie sollen weiterhin für Besucher und Wanderer zugänglich bleiben.